# Наваты
Наваты — село в Пильнинском районе Нижегородской области России, в составе Языковского сельсовета. Село располагается на южном берегу озера Нават, старицы реки Суры. Находится в 25 км к юго-востоку от Пильны, в 175 км от Нижнего Новгорода и в 10 км к юго-западу от Шумерли.
| 2002 | 2010 |
| ---- | ---- |
| 415  | ↘304 |

## История
По старинной легенде, в начале XVII века на месте нынешнего Пильнинского района жили 3 брата-мордвина со своими большими семьями: Бакшай, Озей и Нават. От рода Озея произошла деревня Озёрки, от Навата — село Наваты, а от Бакшая — Бакшандино. Относительно легенды следует отметить, что в 1624 году в Бакшандине жил бортник Андрюша Бакшендин сын. В 1950-х годах около Нават в урочище Шкуриха был найден каменный топор, который потом хранился в школе у учителя истории, вскоре недалеко от села был обнаружен древний эрзянский могильник, но по приказу председателя колхоза он был разрушен бульдозером.
Первое документальное упоминание Нават сохранилось в «Переписной книге мордовских селений Алатырского уезда» 1624 года, тогда село указано как «Новат, Новацкая тож, на озере на Новате». В «Переписной книге 1671 года» — «деревня Новать Низсурского стана Алатырского уезда», часть жителей владела бортными ухожаями — Новацким и Темзятинским.
С 1780 года — Наваты с населением в 85 душ дворцовой мордвы в составе Языковской волости Курмышского уезда Симбирской губернии. В 1859 году в селе 935 душ удельных крестьян. В 1892 году в Наватах был большой пожар, называемый в народе Ермовым, — из 4 улиц осталась одна, Перловка. В 1896 году в Наватах построена церковь Казанской Божьей Матери, которую закрыли в 1934, но в наше время в селе есть часовня.
В 1930 году многих наватских богачей раскулачили и сослали в Сибирь, в их числе бывший волостной старшина Дмитрий Оськин с братом Василием, хозяин паровой мельницы Архип Анисимов, хозяин ветряной мельницы Пётр Жданкин, имевший дранку и большую пасеку Герасим Моняков и другие, всего — 21 семья.
На Великой Отечественной войне из Нават погибло 264 человека.
В 1961 году Наватский колхоз «Красный луч» объединяется с озёрским колхозом «им. Чапаева» в один общий «Восход» — село мельчает, почти вся молодёжь уезжает за Суру в молодой город Шумерля и Пильну.
В 1992 году в селе закрылась девятилетняя школа.